# Hartmanice
Hartmanice − miasto w Czechach, w kraju pilzneńskim. 
Według danych z 1 stycznia 2024, liczba mieszkańców miasta wynosi 944 osoby (1625. miejsce w kraju wśród miejscowości; 582. miejsce wśród miast).

## Demografia
| Rok             | 1970 | 1980 | 1991 | 2001 | 2003 | 2008 | 2016 | 2024 |
| --------------- | ---- | ---- | ---- | ---- | ---- | ---- | ---- | ---- |
| Liczba ludności | 1627 | 1199 | 1234 | 1161 | 1189 | 1106 | 1039 | 944  |

Źródło: Czeski Urząd Statystyczny